# Нотингхилски карнавал
Нотингхилският карнавал (на английски: Notting Hill Carnival) е ежегоден карнавал в Лондон.
Провежда се от 1966 г. на улиците на квартал Нотинг Хил, район Кенсингтън и Челси в 2 почивни дни през август („банков понеделник“ и предшестваща неделя).
Водеща роля в карнавала обикновено играят представители на британската афрокарибска общност, особено с произход от островите Тринидад и Тобаго и Ямайка съставяли значителна част от жителите на района през 1950-те години.
В миналото карнавалът е събирал до 2 милиона зрители и е заемал 2-ро място в света сред карнавалите по брой на участниците след Карнавала на Тринидад и Тобаго.